# 費俠
費俠（1910年—1995年7月23日），號述韞。湖北省鍾祥縣人。民國37年（1948年）在漢口市選區當選第一屆立法委員。
原為中共女特工，1931年被抓後向國民黨投降，當了徐恩曾（國民黨特工總部主任、中統局副局長）的情婦、最終兩人結婚。

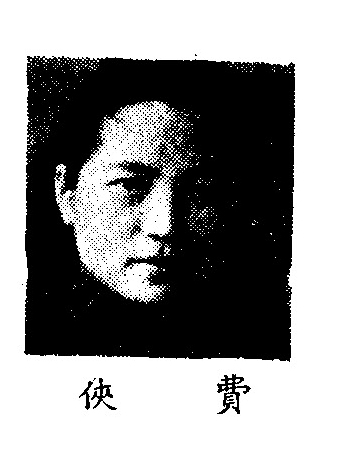
出席制憲國民大會代表時

## 生平[7][8]
- 莫斯科中山大學政治系畢業
- 制憲國民大會代表
- 民國37年，當選立法委員
- 明光油脂飼料工業有限公司執行業務股東